# Robertus sibiricus
Espèce
Robertus sibiricus est une espèce d'araignées aranéomorphes de la famille des Theridiidae.

## Distribution
Cette espèce se rencontre en Russie et au Japon.

## Étymologie
Son nom d'espèce lui a été donné en référence au lieu de sa découverte, la Sibérie.

## Publication originale
- Eskov, 1987 : The spider genus Robertus O. Pickard-Cambridge in the USSR, with an analysis of its distribution (Arachnida: Araneae: Theridiidae). Senckenbergiana biologica, vol. 67, p. 279-296.